# Simon Olsson
Simon Olsson (sinh ngày 14 tháng 9 năm 1997) là một cầu thủ bóng đá người Thụy Điển thi đấu cho IF Elfsborg.